# 塚本相次良
塚本 相次良（つかもと あいじろう、1924年7月6日 - 1988年3月7日）は、日本の経営者。鹿児島銀行頭取を務めた。

## 経歴
東京都出身。1947年9月に東京大学法学部政治学科を卒業し、同年に日本銀行に入行。1977年12月に鹿児島銀行副頭取に就任し、1979年12月には頭取に昇格。
1988年3月7日、結腸癌のために死去。63歳没。